# Laze pri Dramljah
Laze pri Dramljah – wieś w Słowenii, w gminie Šentjur. W 2018 roku liczyła 158 mieszkańców.